# Uvalde
Uvalde (en anglais [juːˈvældi]) est une ville, siège du comté d'Uvalde, située dans l'État du Texas, aux États-Unis. Au recensement de 2020, la population s'élève à 15 217 habitants.

## Patrimoine
- La John Nance Garner House est la maison où s'est retiré l'ancien vice-président américain John Nance Garner.

## Histoire
Le 24 mai 2022, une fusillade éclate dans l'école primaire Robb, faisant vingt-et-une victimes (dix-neuf enfants et deux institutrices),.